# ITA Men’s All-American Championships 2015
Die Saint Francis Health System ITA Men’s All-American Championships wurden 2015 zum 37. Mal ausgetragen. Gespielt wurde vom 3. bis zum 12. Oktober auf dem Campus der University of Tulsa in Tulsa, Oklahoma.

## Einzel

### Setzliste
| Nr. | Spieler              | Erreichte Runde |
| --- | -------------------- | --------------- |
| 1.  | Quentin Monaghan     | 2. Runde        |
| 2.  | Nicolás Álvarez      | 2. Runde        |
| 3.  | Thai-Son Kwiatkowski | Sieg            |
| 4.  | Dominik Koepfer      | Finale          |
| 5.  | Romain Bogaerts      | 1. Runde        |
| 6.  | Roberto Cid Subervi  | 2. Runde        |
| 7.  | Ronnie Schneider     | Viertelfinale   |
| 8.  | Wayne Montgomery     | 2. Runde        |

| Nr.    | Spieler             | Erreichte Runde |
| ------ | ------------------- | --------------- |
| 9.–16. | Christopher Eubanks | 2. Runde        |
| 9.–16. | Tom Fawcett         | Halbfinale      |
| 9.–16. | André Göransson     | Halbfinale      |
| 9.–16. | Or Ram-Harel        | 2. Runde        |
| 9.–16. | Benjamin Lock       | Achtelfinale    |
| 9.–16. | Dovydas Šakinis     | Achtelfinale    |
| 9.–16. | Felipe Soares       | 1. Runde        |
| 9.–16. | Austin Smith        | 1. Runde        |

## Doppel

### Setzliste
| Nr. | Paarung                             | Erreichte Runde |
| --- | ----------------------------------- | --------------- |
| 1.  | Austin Smith Ben Wagland            | Achtelfinale    |
| 2.  | Hugo Cesar Dojas Felipe Soares      | 1. Runde        |
| 3.  | Boris Arias Jordan Tucker Daigle    | Achtelfinale    |
| 4.  | Skander Mansouri Christian Seraphim | 1. Runde        |

| Nr.   | Paarung                             | Erreichte Runde |
| ----- | ----------------------------------- | --------------- |
| 5.–8. | Maxx Lipman Elliott Orkin           | Halbfinale      |
| 5.–8. | Thai-Son Kwiatkowski Mac Styslinger | Sieg            |
| 5.–8. | Benjamin Lock Marco Aurelio Nuñez   | 1. Runde        |
| 5.–8. | Korey Lovett Becker O’Shaughnessey  | Achtelfinale    |